# Curzio Malaparte
Curzio Malaparte (Prato, 1898. június 9. –‎ Róma, 1957. július 19.), született Kurt Erich Suckert, olasz író, filmrendező, haditudósító és diplomata. Malaparte Olaszországon kívül leginkább Kaputt (1944) és La pelle (1949) című művei miatt ismert. Az előbbi egy félig fikcionalizált beszámoló a második világháború alatti keleti frontról, az utóbbi pedig a háború utáni közvetlen nápolyi erkölcsre összpontosít (az Index Librorum Prohibitorum-ra került).
Az 1920-as években Malaparte egyike volt azoknak az értelmiségieknek, akik a „900” című folyóirat révén támogatták az olasz fasizmus és Benito Mussolini felemelkedését. Ennek ellenére Malaparténak bonyolult kapcsolata volt a Nemzeti Fasiszta Párttal, és 1933-ban független vonásai miatt megfosztották tagságától. Számos alkalommal letartóztatták, majd Caprin létrehozták a Casa Malapartét, ahol házi őrizetben élt. A második világháború után filmrendező lett, és mind Togliatti Olasz Kommunista Pártjához, mind a katolikus egyházhoz közelebb került (bár egykor meggyőződéses ateista volt), és állítólag halála előtt mindkettőnek tagja lett.

## Életrajza

### Előzmények
Kurt Erich Suckert a toszkánai Pratóban született, német apja, Erwin Suckert textilgyári vezető és lombard felesége, Evelina Perelli gyermekeként. A pratói Collegio Cicogniniben és a római La Sapienza Egyetemen tanult. Újságírói pályafutását 1918-ban kezdte. Malaparte harcolt az I. világháborúban, az V. alpesi ezredben századosi rangot és több vitézségi kitüntetést szerzett.
Választott vezetékneve, a Malaparte, amelyet 1925-től használt, „gonosz/rossz oldal” jelentésű, és Napóleon „Bonaparte” családnevének szójátéka, amely olaszul „jó oldalt” jelent.

### Nemzeti Fasiszta Párt
1922-ben részt vett Benito Mussolini római bevonulásán. 1924-ben megalapította a La Conquista dello Stato („Az állam meghódítása”) című római folyóiratot, amely Ramiro Ledesma Ramos La Conquista del Estado (Az állam meghódítása) című művét ihlette. A Partito Nazionale Fascista tagjaként több folyóiratot alapított, másokhoz esszéket és cikkeket írt, emellett az 1920-as évek elejétől kezdve számos könyvet írt, és két nagyvárosi újságot vezetett.
1926-ban Massimo Bontempellivel megalapította a „900” című negyedéves irodalmi folyóiratot. Később a Fiera Letteraria társszerkesztője (1928-31), majd a torinói La Stampa szerkesztője lett. Polemikus háborús regény-esszéje, a Viva Caporetto! (1921) című írása a korrupt Rómát és az olasz felsőbb osztályokat bírálta, mint az igazi ellenséget (a könyvet betiltották, mert sértette az olasz királyi hadsereget).

### Államcsíny: A forradalom technikája
A Technique du coup d'etat című könyvében, amely először 1931-ben jelent meg francia nyelven, Malaparte a puccsok taktikáját tanulmányozta, különös tekintettel a bolsevik és az olasz fasizmus forradalmára. Itt kijelentette, hogy „az állam meghódításának és megvédésének problémája nem politikai probléma... ez egy technikai probléma”, egy módja annak, hogy mikor és hogyan kell elfoglalni az állam létfontosságú erőforrásait: a telefonközpontokat, a vízkészleteket, az áramfejlesztőket stb. Kemény leckét adott, hogy egy forradalom stratégiailag kimerülhet. Kiemeli Lev Trockij szerepét az októberi forradalom technikai megszervezésében, míg Lenint inkább a stratégia érdekelte. A könyv hangsúlyozza, hogy Joszif Sztálin alaposan megértette a Trockij által alkalmazott technikai szempontokat, és így jobban el tudta hárítani a baloldali ellenzéki puccskísérleteket, mint Kerenszkij.
Malaparte számára Mussolini forradalmi szemlélete nagyon is a marxista korszakából eredt. Adolf Hitlerrel kapcsolatban a könyv sokkal kétkedőbb és kritikusabb volt. Hitlert reakciósnak tartotta. Ugyanebben a könyvben, amelyet először a Grasset adott ki franciául, a VIII. fejezetnek a következő címet adta: Egy nő: Hitler. Ez oda vezetett, hogy Malapartét megfosztották Nemzeti Fasiszta Párt tagságától, és 1933-tól 1938-ig belső száműzetésbe küldték Lipari szigetére.

### A letartóztatások és a Casa Malaparte

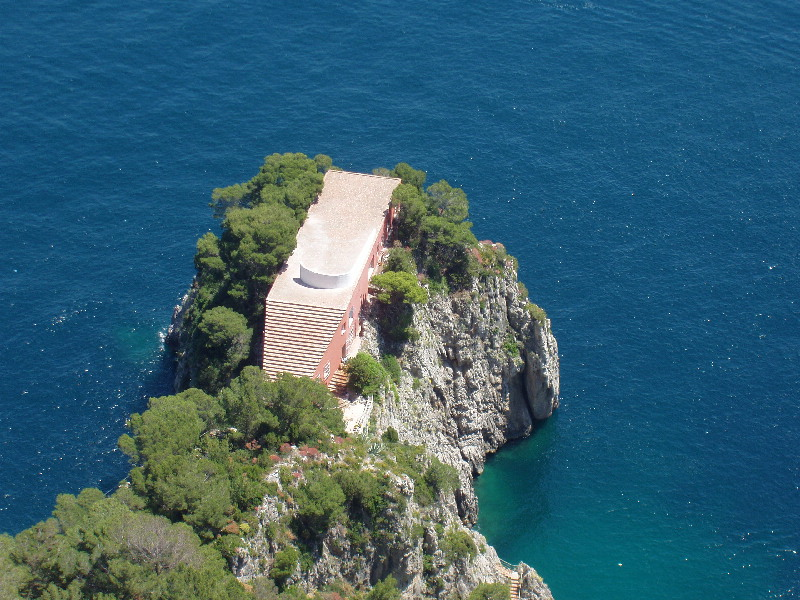
Villa Malaparte

Mussolini vejének és trónörökösének, Galeazzo Cianónak személyes közbenjárására szabadult. Mussolini rezsimje 1938-ban, 1939-ben, 1941-ben és 1943-ban ismét letartóztatta Malapartét, és a római Regina Coeli börtönben tartotta fogva. Ez idő alatt (1938-41) Adalberto Libera építésszel közösen építtetett egy Casa Malaparte nevű házat Capo Massullón, Capri szigetén. Később Jean-Luc Godard Le Mépris című filmjének helyszínéül szolgált.
Röviddel börtönbüntetése után mágikus realista önéletrajzi novellásköteteket adott ki, amelyek a Donna come me (1940) című stiláris prózában csúcsosodtak ki.

### A második világháború és aKaputt
Európáról és annak vezetőiről szerzett figyelemre méltó ismeretei tudósítói és az olasz diplomáciai szolgálatban szerzett tapasztalatain alapulnak. 1941-ben a Corriere della Sera tudósítójaként a keleti frontra küldték. Az ukrán frontokról hazaküldött cikkeit, amelyek közül sokat elhallgattak, 1943-ban összegyűjtötték és Il Volga nasce in Europa (A Volga Európában született) címmel adták ki. Ezek az élmények szolgáltatták az alapját két leghíresebb könyvének, a Kaputt (1944) és La pelle (A bőr, 1949) címűeknek.
A Kaputt, a háborúról szóló regényes, titokban írt beszámolója a konfliktust a vesztésre ítéltek szemszögéből mutatja be. Malaparte beszámolóját lírai megfigyelések jellemzik, például amikor egy ukrajnai csatatérről menekülő Wehrmacht-katonák különítményével találkozik,
Amikor a németek félni kezdenek, amikor az a titokzatos német félelem kezd a csontjaikba kúszni, mindig különös borzongást és szánalmat keltenek. Külsejük nyomorúságos, kegyetlenségük szomorú, bátorságuk néma és reménytelen.
A Kaputt előszavában Malaparte részletesen leírja az írás szövevényes folyamatát. Az írást 1941 őszén kezdte el, amikor Roman Szucsena otthonában tartózkodott az ukrajnai Pesztyjanka faluban, amely az SS által rekvirált helyi „Szovjetek Háza” közelében feküdt; a falu akkoriban mindössze két mérföldre volt a front mögött. Szucsena művelt parasztember volt, akinek kis házi könyvtárában Puskin és Gogol összes művei szerepeltek. Szucsena fiatal felesége, aki egy nehéz munkanap után az Anyegin című műbe mélyedt, Malapartét Elenára és Aldára, Benedetto Croce két lányára emlékeztette. A Szucsena házaspár segítette Malaparte írói projektjét: a férfi a kéziratot jól elrejtve tartotta a házában a német házkutatások ellen, a nő pedig Malaparte ruhájának bélésébe varrta, amikor a Corriere della Serában megjelent cikkei miatt kiutasították az ukrán frontról. Az írást 1942 januárjában és februárjában folytatta, amelyet a nácik által megszállt Lengyelországban és a szmolenszki fronton töltött. Onnan Finnországba ment, ahol két évet töltött – ezalatt a könyv utolsó fejezetét leszámítva befejezte az egészet. Miután a lappföldi Petsamo-fronton súlyosan megbetegedett, Olaszországban kapott lábadozási szabadságot. Útközben a Gestapo a berlini Tempelhof repülőtéren felszállt a gépére, és minden utas holmiját alaposan átkutatták. Szerencsére a poggyászában nem volt Kaputt lapja. Mielőtt elhagyta Helsinkit, elővigyázatosságból több helsinki-i diplomatára bízta a kéziratot: Agustín de Foxá grófra, a spanyol nagykövetre, Dina Cantemir hercegre, a román követség titkárára és Michai Titura, a román sajtóattaséra. E diplomaták segítségével jutott el a kézirat végül Malapartéhoz Olaszországba, ahol ki tudta adni.
A Kaputt egyik legismertebb és leggyakrabban idézett epizódja arra az interjúra vonatkozik, amelyet Malaparte – olasz riporterként, elvileg a tengelyhatalmak oldalán – készített Ante Pavelićcsel, a nácik által létrehozott horvát bábállam vezetőjével.
Miközben beszélt, a Poglavnyik asztalán álló fonott kosarat bámultam. A fedele fel volt emelve, és úgy tűnt, hogy a kosár tele van kagylókkal, vagy héjas osztrigákkal, ahogyan azokat időnként a londoni Piccadillyn lévő Fortnum and Mason kirakatában mutogatják. Casertano rám nézett, és rám kacsintott: „Nem szeretnél egy jó kis osztrigapörköltet?”.

„Ezek dalmát osztrigák?” Kérdeztem a Poglavnyikot.

Ante Pavelić levette a kosárról a fedelet, és felfedte a kagylót, azt a nyálkás, kocsonyás masszát, és mosolyogva, azzal a fáradt, jóindulatú mosolyával azt mondta: – „Ez az én hűséges usztasáim ajándéka. Negyven kilónyi emberi szem.”
Milan Kundera a Kaputtról alkotott véleményét A közép-európai tragédia című esszéjében foglalja össze:
Furcsa, igen, de érthető: ez a riport ugyanis valami más, mint riport; olyan irodalmi mű, amelynek esztétikai szándéka olyan erős, olyan nyilvánvaló, hogy az érzékeny olvasó automatikusan kizárja a történészek, újságírók, politikai elemzők, memoárírók beszámolóinak kontextusából.
D. Moore szerkesztői jegyzete szerint a La pelle-ben,
Malaparte kiterjeszti az európai társadalom nagy freskóját, amelyet Kaputtban kezdett el. Ott Kelet-Európa volt a helyszín, itt pedig Olaszország az 1943 és 1945 közötti években; a németek helyett az amerikai fegyveres erők a megszállók. A második világháborúból származó irodalomban nincs még egy olyan könyv, amely ilyen ragyogóan vagy ilyen sebzetten mutatná be a diadalmas amerikai ártatlanságot a pusztulás és az erkölcsi összeomlás európai tapasztalatának hátterében.
A könyvet a római katolikus egyház elítélte, és az Index Librorum Prohibitorum feketelistájára lkerült. 1981-ben a La pelle-t mozivászonra adaptálták.
1943 novemberétől 1946 márciusáig az olaszországi amerikai főparancsnokság olasz összekötő tisztjeként dolgozott. Curzio Malaparte cikkei számos jelentős irodalmi folyóiratban jelentek meg Franciaországban, az Egyesült Királyságban, Olaszországban és az Egyesült Államokban.

### Filmrendezés és későbbi életút
A háború után Malaparte politikai szimpátiája balra tolódott, és az Olasz Kommunista Párt tagja lett. 1947-ben Malaparte Párizsban telepedett le, és drámákat írt, de nem sok sikerrel. Du Côté de chez Proust című darabja Marcel Proust életén alapult, a Das Kapital pedig Karl Marx portréja volt. A Cristo Proibito („Tiltott Krisztus”) volt Malaparte mérsékelt sikerű filmje – amelyet 1950-ben írt, rendezett és zenésített meg. Az 1951-es 1. Berlini Nemzetközi Filmfesztiválon elnyerte a „Berlin városának” különdíját. A történetben egy háborús veterán visszatér a falujába, hogy megbosszulja a németek által lelőtt testvére halálát. Az Egyesült Államokban 1953-ban mutatták be Strange Deception (Furcsa csalás) címmel, és a National Board of Review az öt legjobb külföldi film közé választotta. A Sexophone című varietéműsor producere is volt, és azt tervezte, hogy kerékpárral átszeli az Egyesült Államokat. Nem sokkal halála előtt befejezte egy másik film, az Il Compagno P. feldolgozását.
A Kínai Népköztársaság 1949-es megalakulása után Malaparte érdeklődni kezdett a kommunizmus maoista változata iránt. 1956-ban Kínába látogatott, hogy megemlékezzen Lu Hszün kínai esszé- és regényíró haláláról. Meghatódott és izgatott volt a látottaktól, de útját betegség miatt megszakította, és visszarepült Rómába. Az eseményekről írt naplója, az Io in Russia e in Cina 1958-ban posztumusz jelent meg. Capriban lévő házát a Kínai Írók Szövetségére hagyta, amely a kínai írók tanulmányi és tartózkodási központja lesz. Halálakor, 1957-ben azonban még nem voltak diplomáciai kapcsolatok a Népköztársasággal, így az átruházásra nem kerülhetett sor, és a családnak sikerült a végrendeletet megváltoztatnia.

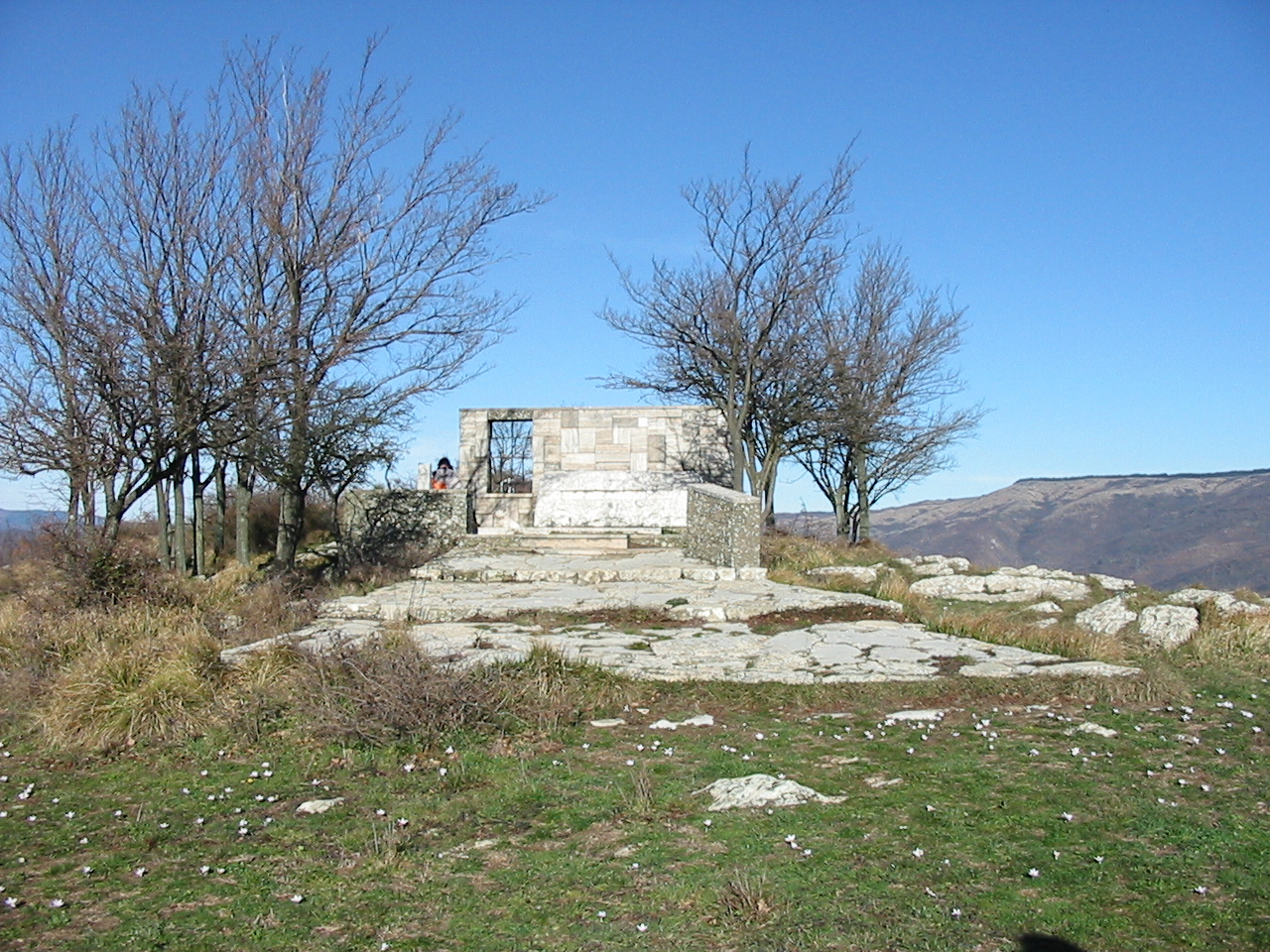
Malaparte sírja a Monte Spazzaventón (Prato)

Malaparte utolsó könyve, a Maledetti toscani, a közép- és felsőosztálybeli kultúra elleni támadása 1956-ban jelent meg. A Mamma marcia című, 1959-ben posztumusz kiadott írásgyűjteményben Malaparte homofób hangnemben ír a második világháború utáni korszak ifjúságáról, nőiesnek, homoszexualitásra és kommunizmusra hajlamosnak jellemezve azt; ugyanez a tartalom jelenik meg A bőr "A rózsaszín hús" és "Ádám gyermekei" című fejezeteiben is. Rómában halt meg tüdőrákban 1957. július 19-én.

### Malaparte kulturális ábrázolásai
Malaparte színes élete az írók számára is vonzóvá tette őt. Az amerikai újságíró, Percy Winner a fasiszta ventennio (húszéves időszak) és Olaszország szövetséges megszállása alatti kapcsolatukról írt könnyedén fikcionalizált Dario (1947) című regényében (ahol a főszereplő vezetékneve Duvolti, vagyis a „kétarcú” szójáték). Nemrég jelent meg Rita Monaldi és Francesco Sorti olasz szerzők Morte Come Me (Halál, jöjj hozzám, 2016) című könyve. A könyv 1939-ben Caprin játszódik, és egy rejtélyes haláleset kitalált történetét adja közre, amelyben Malaparte is érintett.

## Főbb írásai
- Viva Caporetto! (1921, A.K.A. La rivolta dei santi maledetti)
- Technique du coup d'etat(wd) (1931)
- Donna come me(wd) (1940)
- Il Volga nasce in Europa(wd) (1943) ISBN 1-84158-096-1
- Kaputt(wd) (1944) ISBN 0-8101-1341-4
- La pelle(wd) (1949) ISBN 0-8101-1572-7
- Du Côté de chez Proust (1951)
- Maledetti toscani(wd) (1956)
- Il ballo al Kremlino(wd) (1957)
- Muss. Il grande imbecille (1999) ISBN 978-8879841771
- Benedetti italiani postumo (curato da Enrico Falqui) (1961), edito da Vallecchi Firenze (2005), presentazione di Giordano Bruno Guerri ISBN 88-8427-074-X
- The Bird that Swallowed its Cage: The Selected Writings of Curzio Malaparte adapted and translated by Walter Murch, 2013 ISBN 9781619022812
- Diary of a Foreigner in Paris, translated by Stephen Twilley (New York Review Books Classics, 2020)

### Magyarul megjelent
- Kaputt (Kaputt) – Európa, Budapest, 1975 · ISBN 9630702487 · Fordította: Lontay László, Gellért Gábor · Illusztrálta: Kováts Albert
- A nők is elvesztették a háborút (Anche le donne hanno perso la guerra) – Attraktor, Máriabesnyő, 2016 · ISBN 9786155601286 · Fordította: Puskás László

## Filmek
- Il Cristo proibito(wd) (1950)[24]
- Kaputt[25]
- A bőr[26]
- Film Socialisme(wd)[27]
- Calatoria lui Gruber[28]

## Fordítás
- Ez a szócikk részben vagy egészben  a   Curzio Malaparte című angol Wikipédia-szócikk fordításán alapul.  Az eredeti cikk szerkesztőit annak laptörténete sorolja fel. Ez a jelzés csupán a megfogalmazás eredetét és a szerzői jogokat jelzi, nem szolgál a cikkben szereplő információk forrásmegjelöléseként.